# Cosmin Contra
Cosmin Marius Contra est un  footballeur international puis entraîneur roumain né le 15 décembre 1975 à Timișoara. Il joue au poste de défenseur latéral du début des années 1990 au début des années 2010.
Le sélectionneur de l'Équipe de Roumanie, Victor Pițurcă, le retient parmi l'effectif de vingt-trois joueurs appelé à participer à l'Euro 2008.
Il s'est reconverti entraîneur, après avoir entraîné Getafe CF en première division espagnole.

## Palmarès
Joueur
- Vice-champion de Roumanie en 1999 avec le Dinamo Bucarest.
- Footballeur roumain de l'année : 2001
- Équipe de l'UEFA de l'année : 2001
- Finaliste de la Coupe UEFA en 2001 avec le Deportivo Alavés.
- Finaliste de la Coupe d'Espagne en 2007 et 2008 avec Getafe
- 73 sélections (7 buts) avec l'équipe de Roumanie entre 1996 et 2010.

Entraîneur
- Vainqueur de la Coupe de Roumanie en 2013 avec le Petrolul Ploiești.
- Vainqueur de la Coupe de la Ligue roumaine en 2017 avec le Dinamo Bucarest.
- Vice-champion d'Arabie saoudite en  2022 avec l'Al-Ittihad FC.